# Weiser (Idaho)
Weiser – miasto w Stanach Zjednoczonych, w stanie Idaho, siedziba administracyjna hrabstwa Washington.